# Rec (série de films)
Pour les articles homonymes, voir REC.
 Pour plus de détails, voir Fiche technique et Distribution
Rec, également typographié [•REC], est une série de films d'horreur espagnols réalisés par Jaume Balagueró et Paco Plaza pour les deux premiers films.
Les acteurs principaux sont Manuela Velasco dans le rôle de la journaliste Angela Vidal, Javier Botet dans le rôle de Niña Medeiros, Ferrán Terraza dans le rôle de Manu et Pablo Rosso dans le rôle de Pablo le caméra-man.

## Films
Cette saga est composée de quatre opus :
- Rec, sorti en 2007 ;
- Rec 2, sorti en 2009 ;
- Rec 3 Génesis, sorti en 2012 ;
- Rec 4, sorti en 2014

Deux autres films étaient prévus, Rec Origins et Rec 5, mais ils ont été annulés.
Rec Origins était censé montrer les origines du virus et la possession de Niña Medeiros par celui-ci ainsi que les expériences d'exorcisme sur celle-ci entendues sur un magnétophone par la journaliste Angela Vidal et son caméra-man Pablo dans le premier film, et Rec 5 se voulait être la suite de Rec 3 Génesis, bouclant ainsi la boucle et clôturant la saga Rec par la même occasion[réf. nécessaire].

## Fiche technique
| Équipe du tournage      | Films                  | Films                  | Films                  | Films                  |
| Équipe du tournage      | Rec (2007)             | Rec 2 (2009)           | Rec 3 Génesis (2012)   | Rec 4 (2014)           |
| ----------------------- | ---------------------- | ---------------------- | ---------------------- | ---------------------- |
| Titre original          | Rec                    | Rec 2                  | Rec 3: Genesis         | Rec 4: Apocalipsis     |
| Réalisateurs            | Jaume Balagueró        | Jaume Balagueró        |                        | Jaume Balagueró        |
| Réalisateurs            | Paco Plaza             |                        |                        |                        |
| Producteurs             | Julio Fernández        | Julio Fernández        | Julio Fernández        | Julio Fernández        |
| Scénaristes             | Jaume Balagueró        | Jaume Balagueró        |                        | Jaume Balagueró        |
| Scénaristes             | Paco Plaza             |                        |                        |                        |
| Scénaristes             | Luis A. Berdejo        | Manu Díez              | Luis A. Berdejo        | Manu Díez              |
| Photographie            | Pablo Rosso            | Pablo Rosso            | Pablo Rosso            | Pablo Rosso            |
| Monteurs                | David Gallart          | Xavi Giménez           | David Gallart          | David Gallart          |
| Durée                   | 78 minutes             | 85 minutes             | 80 minutes             | 96 minutes             |
| Dates de sortie Espagne | 23 novembre 2007       | 2 octobre 2009         | 30 mars 2012           | 31 octobre 2014        |
| Dates de sortie France  | 23 avril 2008          | 23 décembre 2009       | 4 avril 2012           | 5 novembre 2014        |
| Genres                  | horreur, found footage | horreur, found footage | horreur, found footage | horreur, found footage |
| Distribution            | Filmax                 | Magnolia Pictures      | Filmax                 | Filmax                 |

## Distribution et personnages
| Personnage         | Films                | Films                | Films                | Films           |
| Personnage         | Rec (2007)           | Rec 2 (2009)         | Rec 3 Génesis (2012) | Rec 4 (2014)    |
| ------------------ | -------------------- | -------------------- | -------------------- | --------------- |
| Angéla Vidal       | Manuela Velasco      | Manuela Velasco      |                      | Manuela Velasco |
| Clara              |                      |                      | Leticia Dolera       |                 |
| Koldo              |                      |                      | Diego Martín         |                 |
| Manu               | Ferrán Terraza       | Ferrán Terraza       |                      |                 |
| Joven              | Jorge Serrano        | Jorge Serrano        |                      |                 |
| Madame Izquierzo   | Martha Carbonell     | Martha Carbonell     |                      |                 |
| Jennifer Izquierzo | Claudia Silva        | Claudia Silva        |                      |                 |
| la Colombienne     | Ana Isabel Velasquez | Ana Isabel Velasquez |                      |                 |
| Alex               | David Vert           | David Vert           |                      |                 |
| Cesar              | Carlos Lasarte       | Carlos Lasarte       |                      |                 |
| Niña Medeiros      | Javier Botet         | Javier Botet         | Javier Botet         |                 |

## Sortie en vidéo
Un coffret DVD et Blu-ray regroupant les 4 films originaux Rec est sorti le 25 mars 2015. Un coffret DVD regroupant le remake du film Rec et sa suite est sorti le 17 août 2011.

## Remake américain
Le premier film a fait l'objet d'un remake américain, En quarantaine (Quarantine), sorti en octobre 2008. Il reprend plan par plan le film Rec, mais avec des acteurs américains.
Une suite, En quarantaine 2 : Le Terminal,  est sortie directement en vidéo en 2011. Il diverge notablement de Rec 2, car il se déroule dans un aéroport au même moment que les événements du film En quarantaine. 